# Animal (2014)
Animal is een horrorfilm uit 2014 in een regie van Brett Simmons, Hoofdrollen worden gespeeld door Jeremy Sumpter, Elizabeth Gillies, Keke Palmer, Eve en Joey Lauren Adams. De film gaat over een groep vrienden die in een bos worden opgejaagd door een bloeddorstig monster.

## Verhaal
In de proloog rennen Carl, Vicky, Douglas en Barbara door een bos waar ze achtervolgd worden door een mysterieus beest. Barbara struikelt en wordt door het beest gedood.
Enige tijd later gaan vijf studenten een boswandeling maken: Alissa, Jeff, Marley, Mandy en Sean. Jeff is de stiefbroer van Alissa. Hij heeft een relatie met Mandy. Alissa is samen met Matt. Jeff staat erop om een waterval te zoeken waar hij als kind regelmatig kwam. De trip duurt veel langer dan gepland, waardoor het al nacht is eer ze terug naar hun auto gaan. Onderweg vinden ze de restanten van een vrouw (Barbara) en komen daarna een monster tegen. Het monster valt aan en doodt daarbij Jeff. De andere vier vluchten naar een boshut die niet veel verder staan waar ze Carl, Vicky en Douglas ontmoeten. De blokhut is redelijk bouwvallig waardoor ramen en deuren zijn gestut met allerlei barricades. Volgens Carl is het monster redelijk intelligent en gaat het op zoek naar zwakheden in het huis. 
De sportieve Matt geeft zich vrijwillig op om door het bos te rennen om hulp te halen. Hij is er zeker van dat het monster trager is dan hem. Ze blijven in contact met elkaar over walkie-talkie. Hij is nog maar net vertroken of men hoort hem al gillen. Sean en Carl, die ook buiten stonden om het monster af te leiden zodat Matt een voorsprong kon nemen, kunnen niet meer binnen omdat Douglas weigert de deur open te maken. Alisa en Mandy laten hen dan via een achterdeur binnen. Carl slaat Douglas buiten bewustzijn en bindt hem vast aan een trapleuning.
Mandy zegt tegen Alissa dat ze zwanger is van Jeff. Sean biecht op dat hij en Jeff een homoseksuele relatie hadden. Even later hoort men Matt over de walkie-talkie, maar blijkbaar is zijn eigen walkie-talkie nabij. Men vindt hem in de kelder van het huis waar het monster de groep aanvalt. Hierbij komt Carl om.
Douglas is van mening dat ze de stervende Matt moeten opofferen aan het beest zodat ze zelf kunnen vluchten. De meisjes zijn van mening dat het beter is om de blokhut te laten afbranden waarbij het monster ook komt te sterven. Douglas gaat akkoord, maar zodra hij wordt vrijgelaten slaat hij Matt dood omdat hij zijn idee toch beter vond. Het monster breekt door de deur en doodt Douglas. Daardoor hebben de anderen de tijd om bussen kerosine, die ze eerder in de kelder vonden, uit te gieten. Ze slaan er in om het monster in een aparte kamer te lokken die ze in brand steken.
Echter, enkele seconden later betreedt een tweede monster het huis en doodt zowel Sean als Vicky. Mandy en Alissa vluchten door het bos waarbij ook Alissa wordt gedood door dat tweede monster. Mandy geraakt aan de wagen en wordt daar nogmaals aangevallen. Ze kan toch met de wagen vluchten en rijdt daarbij het monster dood. Terwijl zij wegrijdt, komt een derde monster aan het lijk van het tweede en start hardop te grommen wat doet vermoeden dat er een hele roedel monsters is.

## Rolverdeling
| Acteur            | Personage |
| ----------------- | --------- |
| Jeremy Sumpter    | Matt      |
| Elizabeth Gillies | Mandy     |
| Keke Palmer       | Alissa    |
| Parker Young      | Jeff      |
| Paul Iacono       | Sean      |
| Amaury Nolasco    | Douglas   |
| Thorsten Kaye     | Carl      |
| Joey Lauren Adams | Vicky     |
| Eve               | Barbara   |